# Валя (Димбовіца)
Валя (рум. Valea) — село у повіті Димбовіца в Румунії. Входить до складу комуни П'єтрарі.
Село розташоване на відстані 99 км на північний захід від Бухареста, 25 км на північний захід від Тирговіште, 143 км на північний схід від Крайови, 66 км на південний захід від Брашова.

## Населення
За даними перепису населення 2002 року у селі проживали 737 осіб, усі — румуни. Усі жителі села рідною мовою назвали румунську.